# Claire Liu
Claire Liu (Thousand Oaks, 25 maggio 2000) è una tennista statunitense.
Non è parente della collega connazionale Amber Liu.

## Carriera

### Juniores
Ottiene ottimi risultati nei tornei giovanili nel 2017, a giugno arriva alla finale del Roland Garros dove viene sconfitta dalla connazionale Whitney Osuigwe. Il mese successivo scende in campo a Wimbledon dove riesce a vincere sia il singolare che il doppio ragazze.
Grazie a questi risultati ha raggiunto la testa della classifica ITF.

### Professionista
Vince il suo primo torneo ITF a Orlando nel 2015, quando era ancora quattordicenne, mentre nel maggio 2017 vince due titoli.
Fa il suo esordio nel circuito WTA a Stanford nel 2017 grazie a una wild-card ma viene sconfitta al primo turno. Nell'agosto dello stesso anno riesce a vincere i tre incontri nelle qualificazioni degli US Open ottenendo così l'accesso al suo primo torneo dello Slam.

## Statistiche WTA

### Singolare

#### Sconfitte (1)
| Legenda              |
| -------------------- |
| Grande Slam (0)      |
| Argenti Olimpici (0) |
| WTA Finals (0)       |
| WTA Elite Trophy (0) |
| Dal 2021             |
| WTA 1000 (0)         |
| WTA 500 (0)          |
| WTA 250 (1)          |

| N. | Data           | Torneo                                          | Superficie  | Avversaria in finale | Punteggio |
| 1. | 21 maggio 2022 | Grand Prix SAR La Princesse Lalla Meryem, Rabat | Terra rossa | Martina Trevisan     | 2-6, 1-6  |

## Circuito WTA 125

### Singolare

#### Vittorie (1)
| N. | Data           | Torneo                    | Superficie  | Avversaria in finale | Punteggio |
| 1. | 15 maggio 2022 | Trophee Lagardère, Parigi | Terra rossa | Beatriz Haddad Maia  | 6-3, 6-4  |

#### Sconfitte (1)
| N. | Data           | Torneo                        | Superficie | Avversaria in finale | Punteggio |
| 1. | 26 agosto 2023 | Chicago Women's Open, Chicago | Cemento    | Viktorija Tomova     | 1-6, 4-6  |

### Doppio

#### Vittorie (1)
| N. | Data           | Torneo             | Superficie | Compagna        | Avversarie in finale                  | Punteggio |
| 1. | 19 giugno 2022 | Veneto Open, Gaiba | Erba       | Madison Brengle | Vitalija D'jačenko Oksana Kalašnikova | 6-4, 6-3  |

#### Sconfitte (1)
| N. | Data           | Torneo                     | Superficie | Compagna        | Avversarie in finale         | Punteggio              |
| 1. | 19 agosto 2023 | Golden Gate Open, Stanford | Cemento    | Hailey Baptiste | Jodie Burrage Olivia Gadecki | 6(4)-7, 7-6(6), [8-10] |

## Statistiche ITF

### Singolare

#### Vittorie (7)
| Torneo $100.000 (1) |
| Torneo $80.000 (0)  |
| Torneo $75.000 (0)  |
| Torneo $60.000 (2)  |
| Torneo $50.000 (0)  |
| Torneo $40.000 (0)  |
| Torneo $25.000 (3)  |
| Torneo $15.000 (0)  |
| Torneo $10.000 (1)  |

| N. | Data            | Torneo                                                       | Superficie  | Avversaria in finale | Punteggio           |
| 1. | 22 marzo 2015   | ITF Women's Circuit Orlando, Orlando                         | Terra verde | Fanny Stollár        | 6-1, 6-3            |
| 2. | 14 maggio 2017  | Sanchez-Casal Women's Pro Circuit, Naples                    | Terra verde | Danielle Collins     | 6-3, 6-1            |
| 3. | 28 maggio 2017  | Internazionali Femminili di Tennis Città di Caserta, Caserta | Terra rossa | Paula Badosa         | 6-3, 6-3            |
| 4. | 20 ottobre 2019 | Florence Open, Florence                                      | Cemento     | Peyton Stearns       | 6-1, 6-2            |
| 5. | 2 maggio 2021   | Boyd Tinsley Women's Clay Court Classic, Charlottesville     | Terra verde | Wang Xinyu           | 3-6, 6-4, 4-1, rit. |
| 6. | 9 maggio 2021   | LTP Charleston Pro Tennis, Charleston                        | Terra verde | Madison Brengle      | 6-2, 7-6(6)         |
| 7. | 12 maggio 2024  | Open Saint-Gaudens Occitanie, Saint-Gaudens                  | Terra rossa | Séléna Janicijevic   | 6-1, 6(3)-7, 6-0    |

#### Sconfitte (4)
| Torneo $100.000 (1) |
| Torneo $80.000 (0)  |
| Torneo $75.000 (0)  |
| Torneo $60.000 (0)  |
| Torneo $50.000 (0)  |
| Torneo $40.000 (0)  |
| Torneo $25.000 (3)  |
| Torneo $15.000 (0)  |
| Torneo $10.000 (0)  |

| N. | Data             | Torneo                                      | Superficie  | Avversaria in finale | Punteggio     |
| 1. | 19 gennaio 2020  | Pepperdine Oracle Pro Series, Malibù        | Cemento     | Nadia Podoroska      | 6-4, 3-6, 3-6 |
| 2. | 16 febbraio 2020 | Kentucky Open, Nicholasville                | Cemento (i) | Vol'ha Havarcova     | 4-6, 4-6      |
| 3. | 28 febbraio 2021 | Edge International & KMMS Event, Boca Raton | Cemento     | Varvara Lepchenko    | 6-3, 4-6, 0-6 |
| 4. | 7 marzo 2021     | TTC Newport Beach, Newport Beach            | Cemento     | Danielle Lao         | 2-6, 6-4, 2-6 |

### Doppio

#### Vittorie (1)
| Torneo $100.000 (0) |
| Torneo $80.000 (0)  |
| Torneo $75.000 (0)  |
| Torneo $60.000 (1)  |
| Torneo $50.000 (0)  |
| Torneo $40.000 (0)  |
| Torneo $25.000 (0)  |
| Torneo $15.000 (0)  |
| Torneo $10.000 (0)  |

| N. | Data           | Torneo                                                   | Superficie | Partner    | Rivali in finale         | Risultato        |
| 1. | 11 agosto 2019 | Koser Jewelers Pro Circuit Tennis Challenge, Landisville | Cemento    | Vania King | Hayley Carter Jamie Loeb | 4-6, 6-2, [10-5] |

## Grand Slam Junior

### Singolare

#### Vittorie (1)
| Tornei del Grande Slam  |
| ----------------------- |
| Australian Open (0)     |
| Open di Francia (0)     |
| Torneo di Wimbledon (1) |
| US Open (0)             |

| N. | Data           | Torneo                      | Superficie | Avversario in finale | Punteggio     |
| 1. | 15 luglio 2017 | Torneo di Wimbledon, Londra | Erba       | Ann Li               | 6-2, 5-7, 6-2 |

#### Sconfitte (1)
| Tornei del Grande Slam  |
| ----------------------- |
| Australian Open (0)     |
| Open di Francia (1)     |
| Torneo di Wimbledon (0) |
| US Open (0)             |

| N. | Data           | Torneo                  | Superficie | Avversario in finale | Punteggio        |
| 1. | 10 giugno 2017 | Open di Francia, Parigi | Cemento    | Whitney Osuigwe      | 4-6, 7-6(5), 3-6 |

### Doppio

#### Vittorie (1)
| Tornei del Grande Slam  |
| ----------------------- |
| Australian Open (0)     |
| Open di Francia (0)     |
| Torneo di Wimbledon (1) |
| US Open (0)             |

| N. | Data          | Torneo                      | Superficie | Compagna              | Avversario in finale          | Punteggio |
| 1. | 9 luglio 2016 | Torneo di Wimbledon, Londra | Cemento    | Usue Maitane Arconada | Mariam Bolkvadze Caty McNally | 6-2, 6-3  |

## Vittorie contro giocatrici Top 10
| Stagione | 2022 | Totale |
| Vittorie | 1    | 1      |

| #    | Giocatrice | Ranking | Evento                | Superficie | Turno | Punteggio     | Rank. CLR |
| ---- | ---------- | ------- | --------------------- | ---------- | ----- | ------------- | --------- |
| 2022 |            |         |                       |            |       |               |           |
| 1.   | Ons Jabeur | 2       | Jasmin Open, Monastir | Cemento    | QF    | 6-3, 4-6, 6-4 | 73        |